# 亞歷山德里亞 (安蒂奧基亞省)
亞歷山德里亞是哥倫比亞的城鎮，位於該國北部，由安蒂奧基亞省負責管轄，距離首府麥德林90公里，始建於1886年，面積149平方公里，海拔高度1,650米，2005年人口3,730。
6°22′37″N 75°08′28″W / 6.37694°N 75.14111°W